# الآثار الصحية الناجمة عن هجمات 11 سبتمبر

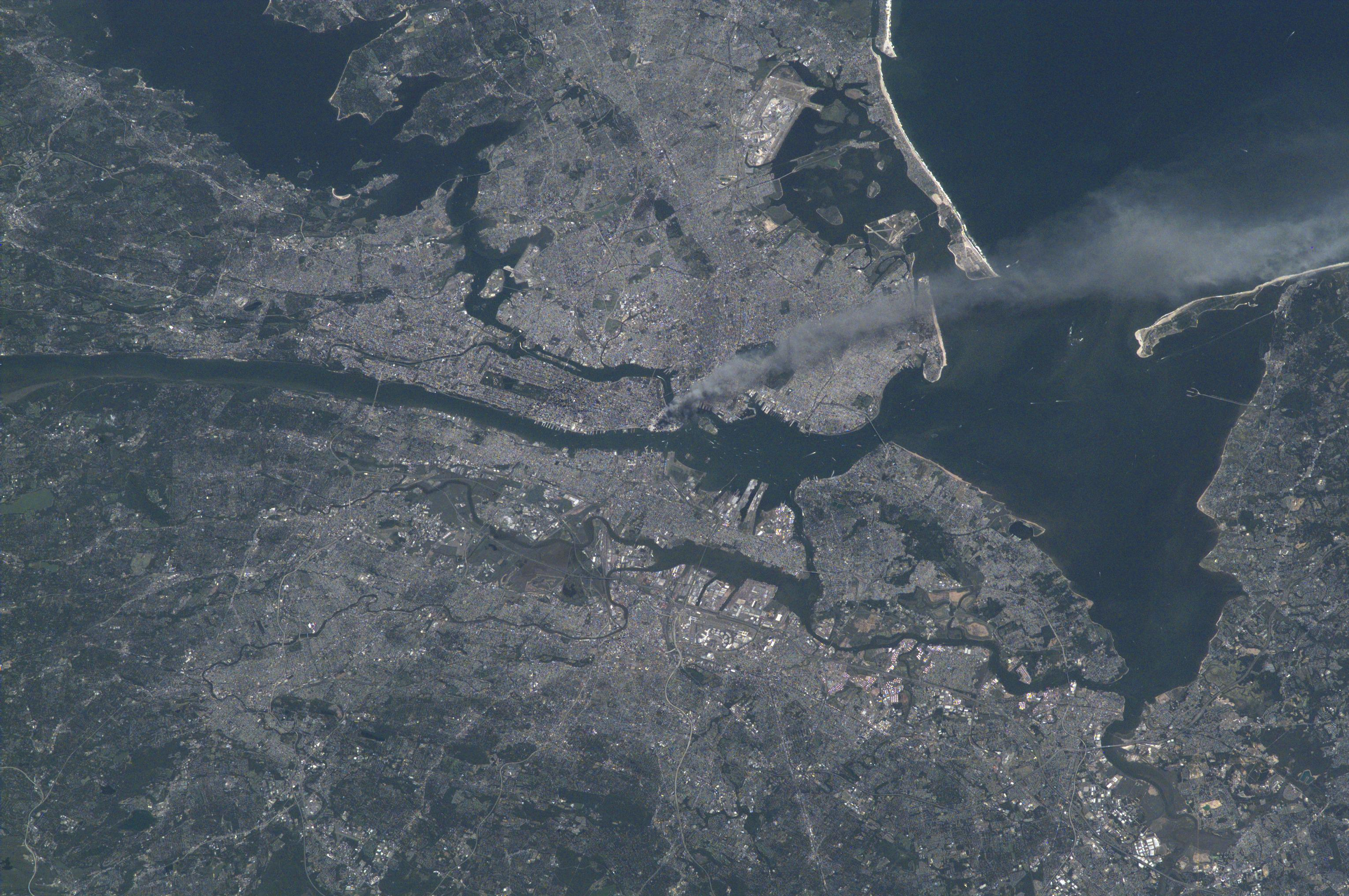
صورة ملتقطة من محطة الفضاء الدولية في 11 سبتمبر 2001، تظهر تصاعد عمود الدخان من مانهاتن السفلى وامتداده فوق بروكلين (طاقم البعثة 3)

أثيرت مخاوف تتعلق بالآثار الصحية الناجمة عن هجمات 11 سبتمبر في المقاطعة المالية في مانهاتن السفلى. فقد سُحقت مواد البناء والمعدات الإلكترونية والأثاث وانتشرت في المنطقة، بعد ثوانٍ من انهيار مركز التجارة العالمي.
استمر الغبار المتطاير من المباني المسحوقة في ملء الهواء في موقع مركز التجارة العالمي خلال الأشهر الخمسة التالية للهجمات. أبلغ عدد متزايد من سكان نيويورك عن أعراض أمراض منطقة غراوند زيرو التنفسية.
ظهرت برامج صحية مختلفة للتعامل مع الآثار الصحية المستمرة لهجمات 11 سبتمبر. وحد البرنامج الصحي لمركز التجارة العالمي، الذي يوفر الفحص والعلاج للمستجيبين والناجين من أحداث 11 سبتمبر، العديد من هذه البرامج بعد أن دخل قانون جايمس زادروغا لصحة وتعويضات 9/11 حيز التنفيذ في يناير 2011.

## الخلافات

### تلاعب الرئيس دبليو بوش المزعوم ببيانات وكالة حماية البيئة
انتقد نادي سييرا الرئيس جورج دبليو بوش استنادًا إلى مزاعم بتدخله في تفسيرات وتصريحات وكالة حماية البيئة الأمريكية (إي بّي إيه) بشأن جودة الهواء.

### بيان مبكر من كريستين تود ويتمان

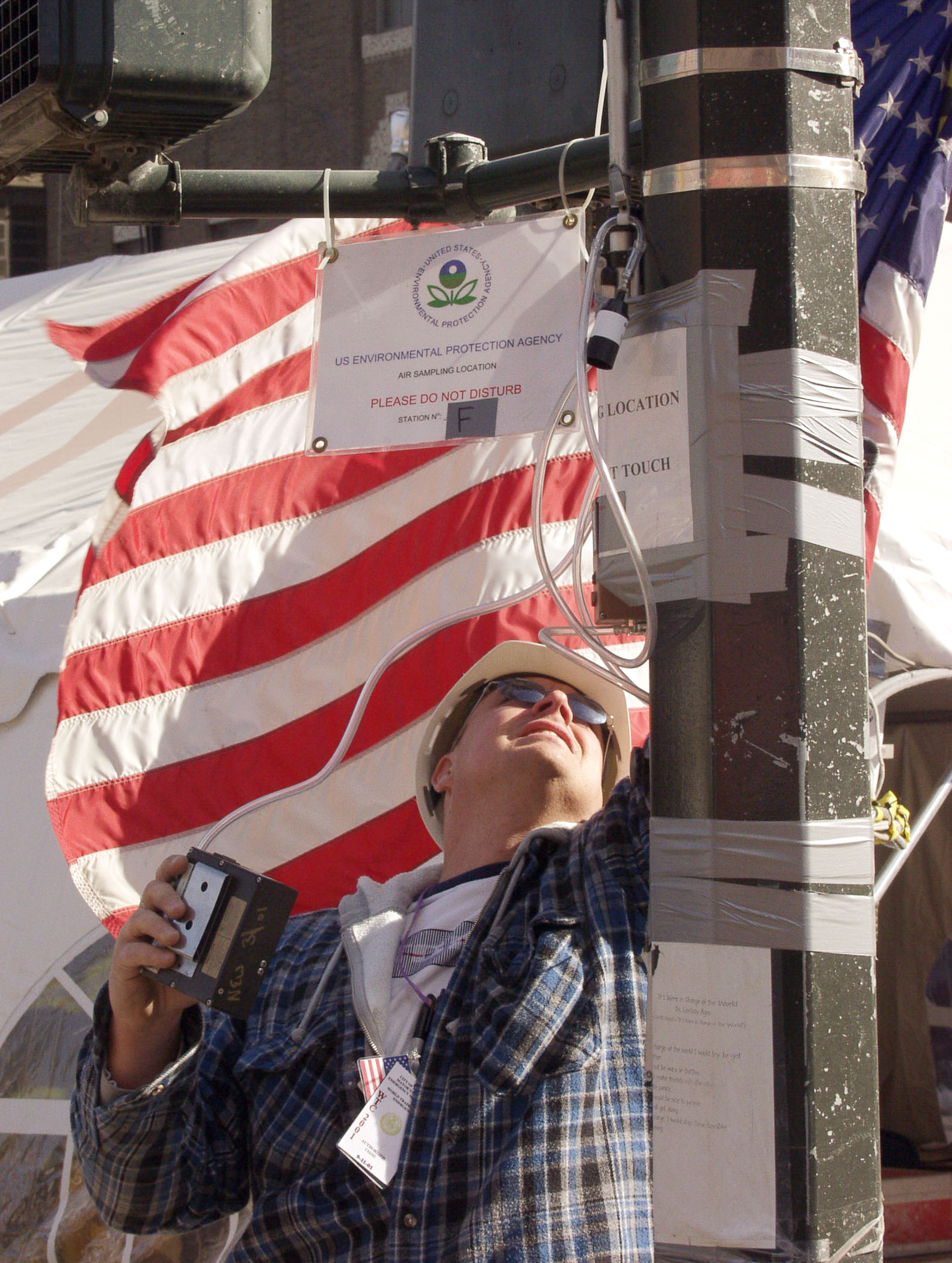
يفحص أحد موظفي وكالة حماية البيئة أحد مواقع أخذ عينات الهواء العديدة التي أقيمت حول موقع مركز التجارة العالمي

قالت كريستين تود ويتمان، مديرة وكالة حماية البيئة، في 18 سبتمبر 2001، للعامة عبر بيان صحفي، «نشعر بالتشجيع الكثير لأن نتائج رصدنا لظروف جودة الهواء ومياه الشرب في كل من نيويورك وبالقرب من البنتاغون تظهر أن العامة في هذه المناطق لا يتعرضون لمستويات مفرطة من الأسبستوس أو غيره من المواد الضارة» وأنه «نظرًا لنطاق المأساة التي حدثت الأسبوع الماضي، يسعدني أن أطمئن سكان نيويورك... أن هواءهم آمن للتنفس والماء آمن للشرب».

### خداع وكالة حماية البيئة المزعوم بشأن جودة هواء غراوند زيرو
ذكر تقرير صدر في أغسطس 2003 عن مكتب المفتش العام لوكالة حماية البيئة إن إدارة بوش ضغطت على وكالة حماية البيئة لإزالة المعلومات التحذيرية بشأن جودة الهواء في غراوند زيرو.
عثر على عدة اختلافات رئيسية بين نسخ المسودة والنسخ النهائية لبيانات وكالة حماية البيئة. استبدل طلب بأن يتبع المواطنون أوامر مسؤولي مدينة نيويورك بتوصية تنظيف المنازل والشركات القريبة من غراوند زيرو بواسطة متخصصين. حذفت جملة أخرى أظهرت مخاوف بشأن «الفئات السكانية الحساسة» تمامًا. وغيرت اللغة المستخدمة لوصف الكميات الزائدة من الأسبستوس في المنطقة بشكل جذري لتقليل المخاطر التي يشكلها.
عقدت لجنة مجلس النواب الأمريكي للأمن الداخلي في سبتمبر 2006، جلسة استماع لمدة يومين حول الأمراض الناجمة عن جودة الهواء بعد 11 سبتمبر. انتقدت رئيسة وكالة حماية البيئة السابقة كريستين تود ويتمان مرات عديدة.
قالت عالمة وكالة حماية البيئة، الدكتورة كايت جينكنز، على تلفزيون سي بي إس في 8 سبتمبر 2006، إن مسؤولو الوكالة كذبوا بشأن نوعية الهواء في الأسابيع التالية لـ11 سبتمبر 2001. وقالت أنها تعتقد أن وكالة حماية البيئة أدركت سمية الهواء، وأن غبار مركز التجارة العالمي احتوى على الأسبست ومستويات حموضة (PH) مرتفعة إلى حد مقلق. وقالت إن بعض الغبار كان «كاويًا وقلويًا مثل درانو (منظف بالوعات)». وحذرت الدكتورة مارجوري كلارك من عواقب استنشاق الغبار والأبخرة السامة. ولكن، لم تستجب الوكالات لتحذيراتها.
أجرت وزارة المحافظة على البيئة بولاية نيويورك دراسة لموقع مركز التجارة العالمي، لكنها رفضت نشر نتائج دراستها، قائلةً إنها جزء من تحقيق جنائي.
قدم أعضاء الكونجرس غيرولد نادلر (نيويورك) وأنتوني وينر (نيويورك) وبيل باسكريل جونيور (نيوجيرسي) طلبًا إلى المدعي العام الأمريكي ألبرتو غونزاليس في 13 سبتمبر 2006، للتحقيق في إمكانية توجيه تهم جنائية ضد ويتمان للكذب بشأن السلامة الجوية في منطقة غراوند زيرو.

### تقليل الحكومة المزعوم من المخاطر الصحية
يؤكد النقاد أن المسؤولين الحكوميين -خاصةً بوش وكريستين تود ويتمان (الرئيسة السابقة لوكالة حماية البيئة الأمريكية) وعمدة مدينة نيويورك رودي جولياني- قللوا من أهمية المخاطر الصحية للمنطقة وسارعوا في إعادة فتح المنطقة المحيطة بغراوند زيرو، رغم أن هذا يشكل مخاطر صحية جسيمة وفورية على المستجيبين الأوائل. تلهفت العديد من الشركات إلى سماع أخبار إعادة فتح بورصة نيويورك بعد أيام قليلة من الانهيار. في 25 يونيو 2007، أدلت ويتمان بشهادتها أمام لجنة مجلس النواب برئاسة غيرولد نادلر. وقالت إن مسؤولًا في البيت الأبيض أبلغها أن الرئيس بوش يتوقع إعادة فتح المنطقة المالية في غضون ثلاثة أيام، أي بحلول 14 سبتمبر. وقالت إنها ردت بأن هذا سيكون مرهقًا، لأن وكالة حماية البيئة ما تزال تحكم على الوضع الصحي في المنطقة. تشير تحقيقات بعد الهجمات إلى أن إدارة بوش ضغطت على ويتمان وجولياني لتقديم تطمينات صحية للحفاظ على عمل وول ستريت.

### تكاليف الدعوى والتسوية والعلاج
رفع المستجيبون الأوائل وأفراد آخرون دعوى قضائية ضد مدينة نيويورك. انتقد المحامون المدينة لفشلها في توفير منافس مناسبة للوجه لعمال التنظيف. في 17 أكتوبر 2006، رفض القاضي الفيدرالي ألفين ك. هيلرستين طلب مدينة نيويورك برفض الدعاوى القضائية التي تطلب مدفوعات صحية للمستجيبين الأوائل.
في 19 نوفمبر 2010، قال المحامون إن المدعين وافقوا على تسوية تؤدي إلى دفع 625 مليون دولار لأكثر من 10,000 عامل يعانون من مشاكل نتيجة عدم الإعداد المناسب للعمل في غراوند زيرو. لم يشارك جميع المتأثرين، ولكن تمكن الذين لم يشاركوا لاحقًا من الحصول على جزء من 7.4 مليار دولار وفره قانون جايمس زادروغا لصحة وتعويضات 9/11 ، والذي أقره مجلس النواب الأمريكي في سبتمبر 2010. طلب عمدة مدينة نيويورك مايكل بلومبرغ من مجلس الشيوخ فعل نفس الشيء. وتمكن المدعون في التسوية أيضًا من الحصول على تعويض بموجب قانون زادروغا.
في 22 ديسمبر 2010، أقر مجلس الشيوخ الأمريكي مشروع قانون الصحة لهجمات 9/11 ضد معارضة الحزب الجمهوري وبمساعدة من الممثل الكوميدي جون ستيوارت. دعا الإجراء إلى توفير 1.8 مليار دولار حتى عام 2015 لمراقبة ومعالجة الإصابات الناجمة عن التعرض للغبار السام والحطام في موقع مركز التجارة العالمي. سجل 60,000 شخص تقريبًا في برامج المراقبة الصحية والعلاج المتعلق بهجوم 11 سبتمبر. يُعرف مشروع القانون رسميًا بقانون جايمس زادروغا لصحة وتعويضات 9/11 ، والذي سمي على اسم محقق شرطة نيويورك الذي شارك في جهود الإنقاذ في غراوند زيرو وأصيب لاحقًا بمضاعفات تنفسية.
في 28 أكتوبر 2007، أفاد جيم ريتشيز أن مدينة نيويورك والمتقاضون من المستجيبين الأوائل أبدوا اهتمامًا بتسوية قانونية، لحل الدعاوى القضائية ضد المدينة. أدت هذه التسوية إلى تسوية مالية قسمت كما يلي: أربعين بالمئة للمحامين وستين بالمئة للمتقاضين.
أشار المعهد الوطني للسلامة والصحة المهنية دراسة في 17 يوليو 2007، إلى أن تقديرات التكاليف الشهرية لمعالجة عمال جراوند زيرو ازدادت من نحو 6 ملايين دولار شهريًا إلى 20 مليون دولار شهريًا بنهاية عام 2007. وعزي سبب زيادة النفقات إلى زيادة أعداد العمال الذين يمرضون وتفاقم أمراض العمال. أشار هذا إلى أن قانون تخصيص مجلس النواب الأمريكي (50 مليون دولار) للعمال المرضى، للعام المقبل، سيكون غير كافٍ. بلغ عدد العمال المسجلين في برامج غراوند زيرو في مستشفيات المنطقة 37,000 عامل. مع تسجيل نحو 500 عامل جديد شهريًا، قدر المعهد أن عدد المسجلين قد يصل إلى 65,000 في غضون عامين. (تشرف وزارة الصحة والخدمات البشرية على المعهد). لم يملك نحو 40% من العاملين في مركز التجارة العالمي الخاضعين للمراقبة عن طريق دراسة مستشفى ماونت سيناي تأمينًا صحيًا.
في يونيو 2008، زعمت مدينة نيويورك في محكمة فيدرالية بأن 30%من المدعين في 11 سبتمبر لم يتعرضوا لإصابات خطيرة. ويشكل هذا جزء من نقاش أكبر حول عدد الأشخاص الذين مرضوا بسبب انهيار البرجين التوأمين.